# Risus paschalis
Il risus paschalis, nota nei paesi germanofoni con il nome di Osterlachen, è stata una ritualità cristiana, praticata almeno dall'852 al 1911 e diffusa soprattutto in Baviera, secondo cui il sacerdote, nella Messa pasquale, era solito includere nell'omelia il racconto di curiosità e facezie, anche oscene, per suscitare l'ilarità nei fedeli ed esorcizzare la morte. Le fonti sono quasi esclusivamente tedesche. Nel complesso sono state formulate varie teorie per spiegare questa usanza, ma l’interpretazione del fenomeno è ben lungi da una soluzione.
La sua prima manifestazione attestata avvenne nell'852 a Reims; di tale pratica ne fa menzione anche Dante Alighieri nella Divina Commedia al canto ventinovesimo del Paradiso, quando si dice "Ora si va con motti e con iscede // a predicare, e pur che ben si rida, // gonfia il cappuccio e più non si richiede". Erasmo da Rotterdam definiva tale pratica "la più vergognosa che esista". Fu ostacolata da papa Clemente X. L'ultima testimonianza risale al 1911 quando la gazzetta di Francoforte racconta che era ancora in uso nelle chiese della Stiria, tra Austria e Slovenia.
L'espressione della celebre statua di San Zeno che ride, conservata nella basilica di San Zeno a Verona e risalente al XIII secolo, potrebbe essere collegata a tale pratica. Una descrizione ironica è conservata in un famoso romanzo picaresco di José Francisco de Isla.
Dal 2019 un vescovo tedesco tenta di fare rivivere questa tradizione.